# NGC 6089/1
NGC 6089/1 је лентикуларна галаксија у сазвежђу Северна круна која се налази на NGC листи објеката дубоког неба.
Деклинација објекта је + 33° 2' 7" а ректасцензија 16h 12m 40,3s. Привидна величина (магнитуда) објекта NGC 6089 износи 14,1 а фотографска магнитуда 15,0. NGC 60891 је још познат и под ознакама MCG 6-36-1, CGCG 196-4, CGCG 196-91, KUG 1610+331A, PGC 57491.